# Jagaraga (Kuripan)
Jagaraga is een bestuurslaag in het regentschap West-Lombok van de provincie West-Nusa Tenggara, Indonesië. Jagaraga telt 8581 inwoners (volkstelling 2010).